# Polycyrtus tinctipennis
Polycyrtus tinctipennis är en stekelart som beskrevs av Cameron 1886. Polycyrtus tinctipennis ingår i släktet Polycyrtus och familjen brokparasitsteklar. Inga underarter finns listade i Catalogue of Life.